# Maribor: Najveće stratište Hrvata
Maribor: Najveće stratište Hrvata je dokumentarni film iz 2017. godine scenarista i redatelja Romana Leljaka, slovenskoga publicista i istražitelja jugokomunističkih zločina. Film je snimio poslije uspješnog dokumentarca Hude jame. Govori o jugokomunističkom zločinu nad Hrvatima u Teznom kraj Maribora. Leljak je napisao i istoimenu knjigu. Oboje su napravljeni samo temeljem arhivske građe koju je dobio u vojnom arhivu u Beogradu. Pronašli su dokumente partizanskih postrojbi, partizanskog glavnog štaba Hrvatske i partizanskog general štaba tadašnje JNA. Dokumenti nedvosmisleno ukazuju na odgovorne i tko je rukovodio s ratnim zarobljenicima, koliko je tih zarobljenika bilo na križnom putu. Istraživanjem je došao do broja od 444.426 zarobljenika, doznali su koliko je osoba završnom operacijom između 9. i 15. svibnja 1945. godine itd. Film donosi izjave partizantskih komandanata i generala i likvidatora o tome kako se ubijalo. Prema njihovim izjavama u Mariboru likvidirano 30.000 Hrvata. Do danas je gotovo svaki narod u Europi pobrinuo se za svoje mrtve iz Drugoga svjetskog rata osim Hrvatske i Slovenije koje nisu uredile grobove svojih mrtvih. Autor napominje da je Tezenska šuma u Teznom kraj Maribora najveće stratište Hrvata i da nikad u povijesti Hrvatske nije bilo na jednom mjestu toliko mrtvih koliko ondje. Na stratištu i danas nema nikakvo spomen obilježje niti jedan križ. Leljak upozorava na planove da se planira posjeći Tezenska šuma te stratište pretvoriti u poljoprivredna zemljišta čime će neobilježeni grobovi 30 000 Hrvata biti preorani i na njima posijana pšenica i kukuruz.